# 渡辺武三
渡辺 武三（わたなべ たけぞう、1922年10月10日 - 1982年4月23日）は、日本の政治家、労働運動家。民社党の衆議院議員（5期）。

## 経歴
愛知県碧海郡依佐美村（現・刈谷市小垣江町）の三州瓦を扱う商家に生まれる。11歳のときに父親を亡くす。1937年、高等小学校を卒業。1938年、豊田自動車工業株式会社に就職。1943年、豊田工科青年学校（現・トヨタ工業学園）を卒業。
徴兵され、中国大陸各地を転戦した。1946年、復員。1948年3月に全日本自動車産業労働組合が結成されると、同組合東海文部の法規対策部長に就任。1955年から挙母市（現・豊田市）議会議員を1期務めた。
1966年9月から1969年8月までトヨタ自工労働組合委員長を務めた。
トヨタ自工労組は長く日本社会党の伊藤好道ならびに伊藤よし子を支持してきたが、1967年1月の総選挙で伊藤よし子は4位当選の中野四郎と356票の小差で落選。この敗北はトヨタ自工労組にとって、社会党と決別し民主社会党支持へ移行するきっかけとなった。
1968年7月の第8回参議院議員通常選挙・愛知県選挙区で、トヨタ自工労組は社会党現職の成瀬幡治と民主社会党新人の金子正輝を並列推薦。最重点候補とした金子は落選。
同年6月、トヨタ自工労組は次期衆院選で民主社会党の候補者を推すことを決定。渡辺は同党の西村栄一と春日一幸書記長に説得され、入党。社会党が名鉄労組出身の太田一夫を統一候補としたこともあり、同年8月、民主社会党およびトヨタ労組は渡辺擁立を決定。
1969年11月、民主社会党は民社党に改称。同年12月の第32回衆議院議員総選挙に旧愛知4区から立候補し初当選した。
1976年3月、妻を亡くす。それから間もない同年5月、民社党本部総務局長だった渡辺は同局の女性職員を暴行、監禁。この事件が1977年3月8日発売の週刊誌で報じられると、3月10日に総務局長を辞任した（後述）。
1979年10月の衆院選で4選。1980年6月の衆院選で5回目の当選を果たす。
まだ50代後半であったが、1981年12月24日、トヨタ自工労組は評議会を開き、渡辺に代わる新人を擁立する方針案を明らかにした。それを受けて全トヨタ労連とトヨタ自工労組は1982年初頭に候補者選考委員会を設け、人選に入った。トヨタ自動車工業社長の豊田英二とトヨタ自工労組委員長の話し合いにより、同労組の副執行委員長の伊藤英成が後継候補に選ばれた。同年3月5日、主要労組のトヨタ自工労組が伊藤に決定。これにより渡辺の後継は事実上確定した。
1982年4月22日、出張中の永末英一委員長に代わり、副委員長として民社党国会対策委員会の会議を主宰。同日午後、突然、心筋梗塞の発作に襲われ慈恵医大病院に入院。翌4月23日、同病院で死去した。59歳没。同月27日、特旨を以て位記を追賜され、死没日付をもって従四位勲二等に叙され、瑞宝章を追贈された。追悼演説は同年5月14日、衆議院本会議で中野四郎により行われた。

## 不祥事
1976年5月初め、民社党本部総務局長だった渡辺は同局会計課の30代の既婚女性を小料理屋に誘い、帰りの車中で暴行した。渡辺はその後も「俺の女になれ」「金なら不自由させない」と迫り、5月24日には港区六本木の議員宿舎に女性を監禁した。機械販売業を営む夫が抗議すると、渡辺の私設秘書は「先生は警察だって動かせる実力だ」「君の今やっている商売ができなくなるようにもできる」と脅した。7月末、女性は体調に異常を覚え、8月11日に都内産婦人科で妊娠を確認し堕胎した。渡辺は治療代として100万円ほどの現金を女性に渡すとともに、女性が渡辺のもとから離れると、「自分に与えた損害を賠償しろ」と秘書を使って夫から100万円を脅し取った。9月末、女性は退職。
同年11月15日、第34回衆議院議員総選挙が公示。立会演説会場で渡辺は「まじめに働く者が報われる社会の実現を目指します。ことに女性の声を政治に反映させることをお誓いいたします」と訴えるが、このときすでに渡辺の素行は市民の間に知れ渡っており、「渡辺さんて色魔みたい」というささやき声が会場でもれた。総選挙は12月5日に行われ、渡辺は4期目の当選を果たした。
1977年3月8日発売の週刊誌が上記の女性問題を報道。トヨタ関係者は同日から雑誌の回収作業を全国的に展開。愛知県を中心として12日まで作業は続けられ、回収率は39万8千部発行のうち約22.4％にのぼった。特に豊田市内で一般読者が入手したのはわずかであった。3月10日、渡辺は党本部に辞表を提出し、総務局長を辞任した。